# Born Again (Randy Newman)
Born Again è il settimo album di Randy Newman, pubblicato dalla Warner Bros. Records nell'agosto del 1979.

## Tracce
Brani composti ed arrangiati da Randy Newman.
Lato A
1. It's Money That I Love – 3:38
2. The Story of a Rock and Roll Band – 2:53
3. Pretty Boy – 4:00
4. Mr. Sheep – 3:53
5. Ghosts – 2:28
6. They Just Got Married – 2:51

Durata totale: 19:43
Lato B
1. Spies – 3:55
2. The Girls in My Life (Part I) – 2:36
3. Half a Man – 3:38
4. William Brown – 1:50
5. Pants – 3:06

Durata totale: 15:05

## Formazione
- Randy Newman - voce, pianoforte, Fender Rhodes
- Waddy Wachtel - chitarra
- Michael Boddicker - sintetizzatore
- David Shields - basso
- Andy Newmark - batteria
- Victor Feldman - percussioni, pianoforte, Fender Rhodes
- Willie Weeks - basso
- Buzzy Feiten - chitarra
- Lenny Castro - percussioni
- Stephen Bishop, Valerie Carter, Arno Lucas - cori

Note aggiuntive
- Lenny Waronker - produttore
- Russ Titelman - produttore
- Randy Newman - arrangiamenti
- Registrazioni effettuate al Warner Bros. Recording Studios di North Hollywood ed al A&M Records di Hollywood (parti strumenti a fiato e ad arco)
- Tom Knox - ingegnere del suono
- Skip Cottrell - assistente ingegnere del suono